# Aftermath (álbum de Amy Lee)
Aftermath é o primeiro álbum de estúdio da cantora e musicista norte-americana Amy Lee, em parceria com o violoncelista Dave Eggar, que foi lançado em 25 de agosto de 2014 nos Estados Unidos pela 110 Records. O disco é também a trilha sonora do filme independente de Mark Jackson, War Story. Além disso, o álbum estreou na colocação número 47 da Billboard 200 e em 3º na lista de trilha sonoras.
| “                                                   | "Apesar do filme referir-se a ficar paralisado pela dor, essas músicas são sobre liberdade para mim. Eu acreditei em mim mesma, tivemos confiança uns nos outros. Abrimos nossos corações e exploramos caminhos que nunca vivi antes — e eu encontrei uma nova inspiração em coisas que eu não sabia que gostava." | ” |
| — Amy Lee sobre a trilha sonora do filme War Story. | |   |

## Antecedentes e acontecimentos
Lee anunciou o projeto por meio de sua conta oficial do Twitter em dezembro de 2013. Em uma entrevista com a MTV News em janeiro de 2014, ela declarou que o novo material iria "surpreender" seus fãs, explicando que "não é algo que você esperaria... Há muita mistura de sons, sons sinistros. Trabalhei muito com teclado e pedal Taurus". Ao falar do processo de criação da trilha sonora, ela declarou que não houve pressão para se obter um single ou sucesso mundial, mas de fato se tratava da integridade de uma obra de arte e também de um projeto independente em que não havia dinheiro envolvido.

## Recepção crítica
George Garner da Kerrang! elogiou os esforços de Lee para se distanciar do som pesado do Evanescence. Ele descreveu o álbum como contendo piano minimalista e cordas misteriosas e que era a melhor representação da voz e talento de Lee até hoje.

## Faixas
| N.º | Título                                      | Compositor(es)      | Duração |  |
| 1.  | "Push the Button"                           | Amy Lee             | 3:13    |  |
| 2.  | "White Out" (com Dave Eggar)                | Dave e Chuck Palmer | 1:29    |  |
| 3.  | "Remember to Breathe" (com Dave Eggar)      | Dave                | 1:24    |  |
| 4.  | "Dark Water" (com Malika Zarra)             | Amy, Dave e Chuck   | 3:29    |  |
| 5.  | "Between Worlds" (com Dave Eggar)           | Dave, Amy e Chuck   | 3:35    |  |
| 6.  | "Drifter" (com Dave Eggar)                  | Amy e Dave          | 1:55    |  |
| 7.  | "Can't Stop What's Coming" (com Dave Eggar) | Amy, Chuck e Dave   | 2:04    |  |
| 8.  | "Voice in My Head" (com Dave Eggar)         | Amy e Dave          | 3:47    |  |
| 9.  | "Lockdown" (com Dave Eggar)                 | Amy e Chuck         | 4:58    |  |
| 10. | "After" (com Dave Eggar)                    | Dave e Chuck        | 3:53    |  |

## Desempenho nas paradas
| Parada (2014)                              | Melhor posição |
| ------------------------------------------ | -------------- |
| Estados Unidos (Billboard 200)             | 47             |
| Estados Unidos (Billboard Top Rock Albums) | 15             |
| Estados Unidos (Billboard Top Soundtracks) | 3              |
| Itália (FIMI)                              | 49             |
| Países Baixos (Dutch Charts)               | 92             |
| Reino Unido (UK Albums Chart)              | 67             |
| Reino Unido (UK Indie Chart OCC)           | 18             |
| Reino Unido (UK Indie Breakers Chart OCC)  | 2              |

## Créditos
A seguir estão listados os músicos e técnicos envolvidos na produção do álbum Aftermath:
| - Amy Lee – vocais, teclado, programação, produção, mixagem - Dave Eggar – violoncelo, produção, mixagem - Chuck Palmer – bateria, programação, produção, mixagem - Joel Hoekstra – guitarra - Amanda Ruzza – baixo - Malika Zarra – vocais | - Pete Doell – masterização - Brendan Muldowney – mixagem - Dan Mandell – direção de arte, designer Performers - Thad DeBrock - Ramona Lawla - Kenia Mattis - Dave Nelson - Johnny Nice - Luke Notary - Donnie Reis - Brandon Terzig - Max ZT |